# Bachrynowscy
Bachrynowscy, w zależności od źródeł pisani również jako Bahrinowscy, Bagrinowscy i Bakrynowscy – polski ród książęcy, pochodzenia wielkolitewskiego.

## Etymologia nazwiska
Nazwisko Bachrynowskich ma charakter odmiejscowy, a konkretniej od miejscowości Bahrinowa, zlokalizowanej między Mieżewem a Orszą, na północ od Rapuchowa w dawnym powiecie orszańskim.

## Historia
Według polskiego historyka, Józefa Woffa, miejscowość Bahrinowa, znajdowała się w XVI-tym wieku w posiadaniu kniaziów Odyncewiczów, z których jedna gałąź, a mianowicie potomkowie Iwana Fedorowicza Odyncewicza, nosili tytuł Bahrinowskich.
Zbigniew Leszczyc twierdzi, że Bachrynowscy są gałęzią książąt Druckich. Przypisuje im też herb Leliwa. Tadeusz Gajl oprócz herbu Leliwa przypisuje im również herb Druck.